# Doina Precup
Doina Precup, née le 28 janvier 1971 à Cluj-Napoca, est une experte en intelligence artificielle d'origine roumaine, vivant à Montréal (Canada). Elle est doyenne associée à la recherche de la Faculté des sciences de l'Université McGill, titulaire d'une Chaire de recherche du Canada en apprentissage machine et professeure agrégée supérieure de l'Institut canadien de recherches avancées. Elle dirige également le bureau de Montréal de la société Deepmind,,.

## Éducation
La mère de Precup était professeure d'informatique dans une université roumaine. La jeune Precup s'est intéressée de façon précoce à l'intelligence artificielle, étant amateure d'histoires de science-fiction où des robots étaient souvent décrits comme étant utiles aux humains.
Elle a obtenu son baccalauréat en informatique et en génie (Magna cum Laudae) de l'Université technique (Cluj-Napoca). Profitant d'une bourse du Programme Fulbright, elle a quitté la Roumanie en 1995 pour poursuivre ses études supérieures à l'Université du Massachusetts à Amherst, d'où elle a obtenu sa maîtrise en 1997 et son doctorat en 2000. 
Plusieurs femmes de sa famille ont mené une carrière en science et les filles formaient la moitié des élèves du  programme scientifique de son école secondaire. Ce n'est qu'à son arrivée en Amérique du Nord qu'elle a pris conscience d'un déséquilibre hommes-femmes dans les sciences et technologies. Precup a décidé d'investir de son temps pour aider à corriger cette situation, notamment par sa participation dans l'organisation AI4good, qui vise à augmenter le nombre de femmes faisant carrière dans le domaine de l'intelligence artificielle.

## Carrière en intelligence artificielle
L'École d'informatique de l'université McGill l'a recrutée comme chargée d'enseignement en 2000. Elle habite la région de Montréal depuis.
En 2017, Precup a été choisie pour diriger le bureau de Montréal de la firme spécialisée en intelligence artificielle Deepmind, une filiale de Google. Elle enseigne à McGill tout en poursuivant des recherches fondamentales en apprentissage par renforcement à Deepmind. Elle s'intéresse tout particulièrement aux applications de l'intelligence artificielle dans le monde de la médecine, notamment l'imagerie médicale,,.
Elle est professeure agrégé supérieure de l'Institut canadien de recherches avancées, professeure agrégée de la Association for the Advancement of Artificial Intelligence et membre de l'Institut des algorithmes d’apprentissage de Montréal. Precup est l'un des cinq chercheurs en intelligence artificielle (avec Yoshua Bengio, Geoffrey Hinton, Rich Sutton et Ian Kerr) qui ont envoyé en 2017 une lettre au premier ministre canadien lui demandant de commencer à se pencher sur les risques que posent le développement d'armes contrôlées par des machines.